# Hotel Ritz (London)

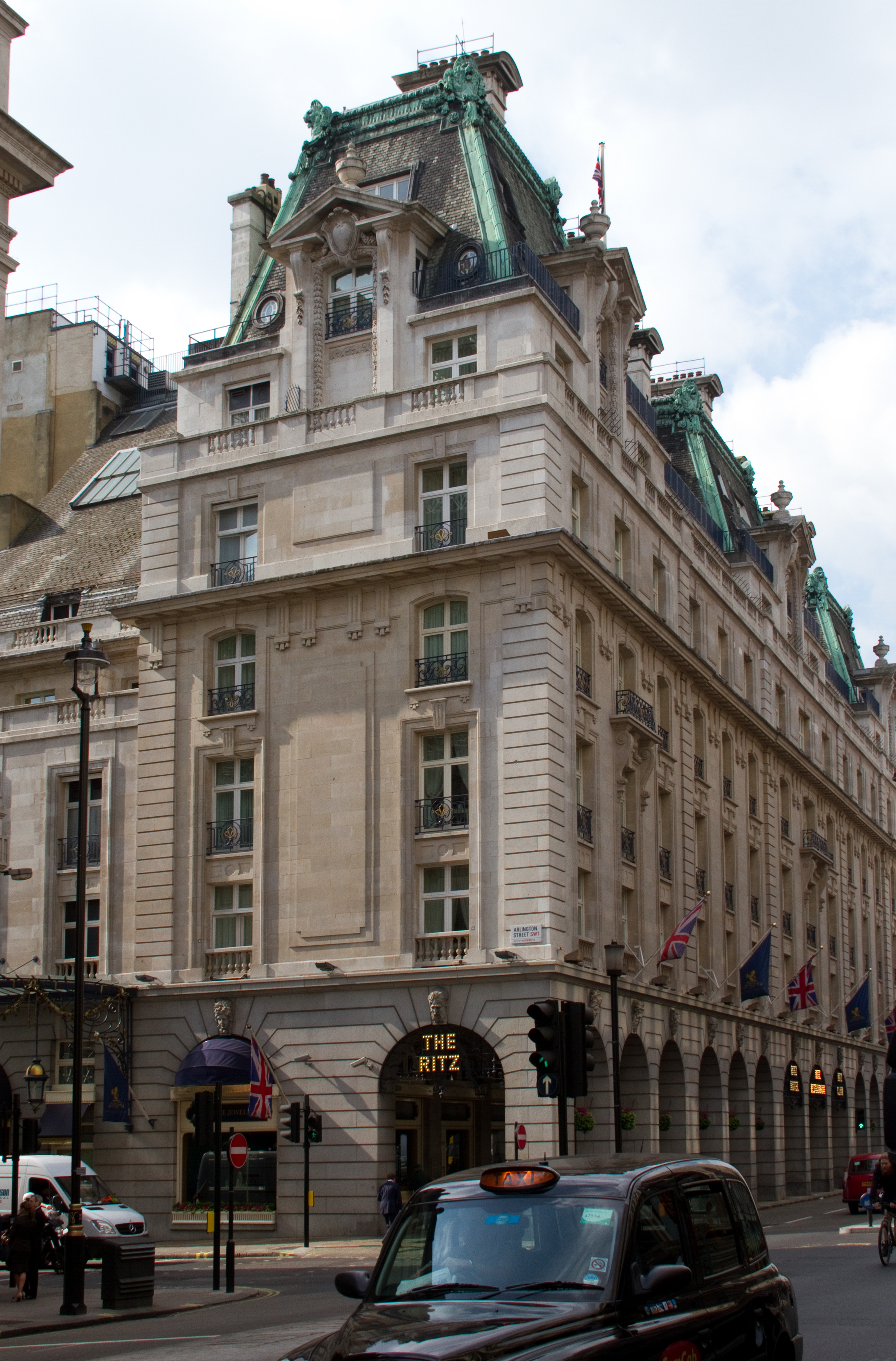
Das Ritz Hotel London

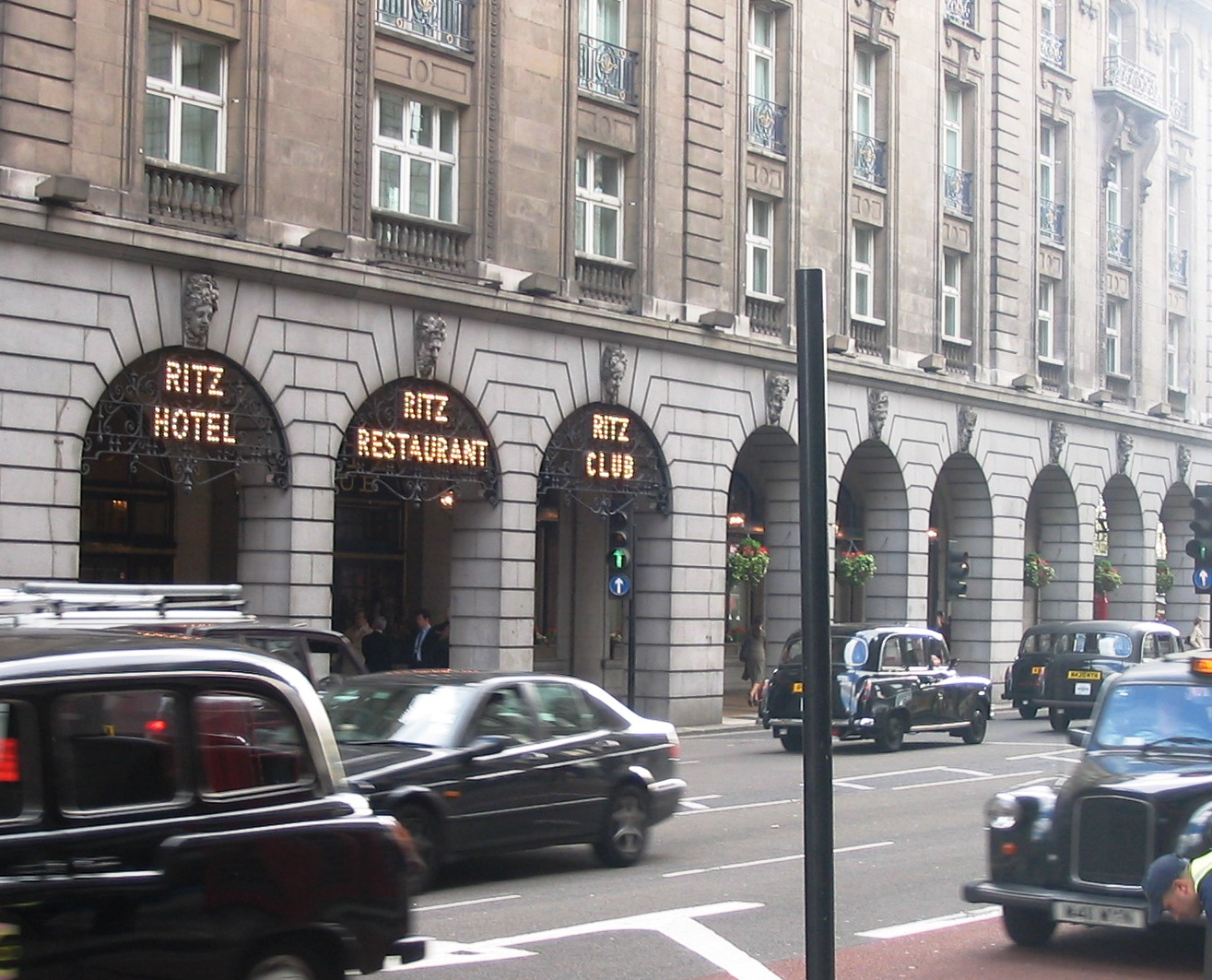
Das Ritz vom Piccadilly aus gesehen

Das Ritz Hotel London ist ein Luxushotel mit 137 Zimmern in London am Piccadilly neben dem Green Park.

## Geschichte
Der Schweizer Hotelier César Ritz eröffnete das Hotel am 24. Mai 1906. Das Gebäude wurde während der Belle Époque im neoklassizistischen Stil errichtet, wobei die Arkaden Anleihen an die Pariser Architektur der Rue de Rivoli nahmen. Seine Architekten waren Charles Mewès, der vorher bereits das Hôtel Ritz in Paris gestaltet hatte, und Arthur Joseph Davis in Zusammenarbeit mit dem schwedischen Ingenieur Sven Bylander. Das Ritz war das erste Hotel in Großbritannien, das in jeder Suite ein eigenes Badezimmer hatte.
Ritz führte das Hotel viele Jahre lang persönlich. Sein französischer Küchenchef Auguste Escoffier war verantwortlich für die Haute cuisine des Hauses. Ritz ließ im Eingangsbereich eine spezielle Glocke installieren, mit der die Empfangsperson an der Türe dem Personal die Ankunft einer königlichen Hoheit anzeigen konnte. Die von Ritz aufgestellten hohen Standards des Service und die luxuriöse Ausstattung waren neu für die Londoner am Ende des Viktorianischen Zeitalters und setzten Maßstäbe für die gesamte Hotelindustrie.
Die schottischen Milliardärs-Zwillinge Frederick und David Barclay erwarben im Oktober 1995 das Hotel für 80 Millionen Pfund durch ihre Firma Ellerman Investments. Die Renovierung des Hauses dauerte zehn Jahre und kostete 50 Millionen Pfund. Das Hotel ist eines der Leading Hotels of the World.
Die frühere Premierministerin des Vereinigten Königreichs, Margaret Thatcher, bewohnte die letzten vier Monate ihres Lebens im Hotel Ritz eine Suite, in der sie am 8. April 2013 an den Folgen eines Schlaganfalls starb.

## Räumlichkeiten
Die berühmteste Räumlichkeit des Ritz ist der Palm Court, der opulent im Stil von Ludwig XVI. eingerichtete Teeraum. Den „Tea at the Ritz“ nahmen hier schon Eduard VII., Charlie Chaplin, Sir Winston Churchill, Charles de Gaulle, Noël Coward, Judy Garland, Evelyn Waugh und Queen Elizabeth, the Queen Mother ein. Das Ritz Restaurant wird oft als eines der schönsten Restaurants Europas bezeichnet – ausgestattet mit so vielen Kronleuchtern, dass die Decke speziell verstärkt werden musste, um ihr Gewicht zu tragen. Die Rivoli Bar, errichtet im Art-déco-Stil, wurde 2001 von der Innenarchitektin Tessa Kennedy gestaltet. Das Hotel hat mehrere private Speiseräume, unter ihnen die Marie Antoinette Suite, welche während des Zweiten Weltkrieges als Konferenzzimmer für Treffen zwischen Churchill, de Gaulle und Eisenhower genutzt wurde.
Im früheren Ballsaal des Hotels befindet sich heute das Ritz Club Casino, welches als eines der exklusivsten privat geführten Casinos Europas bezeichnet wird.

## Weblinks

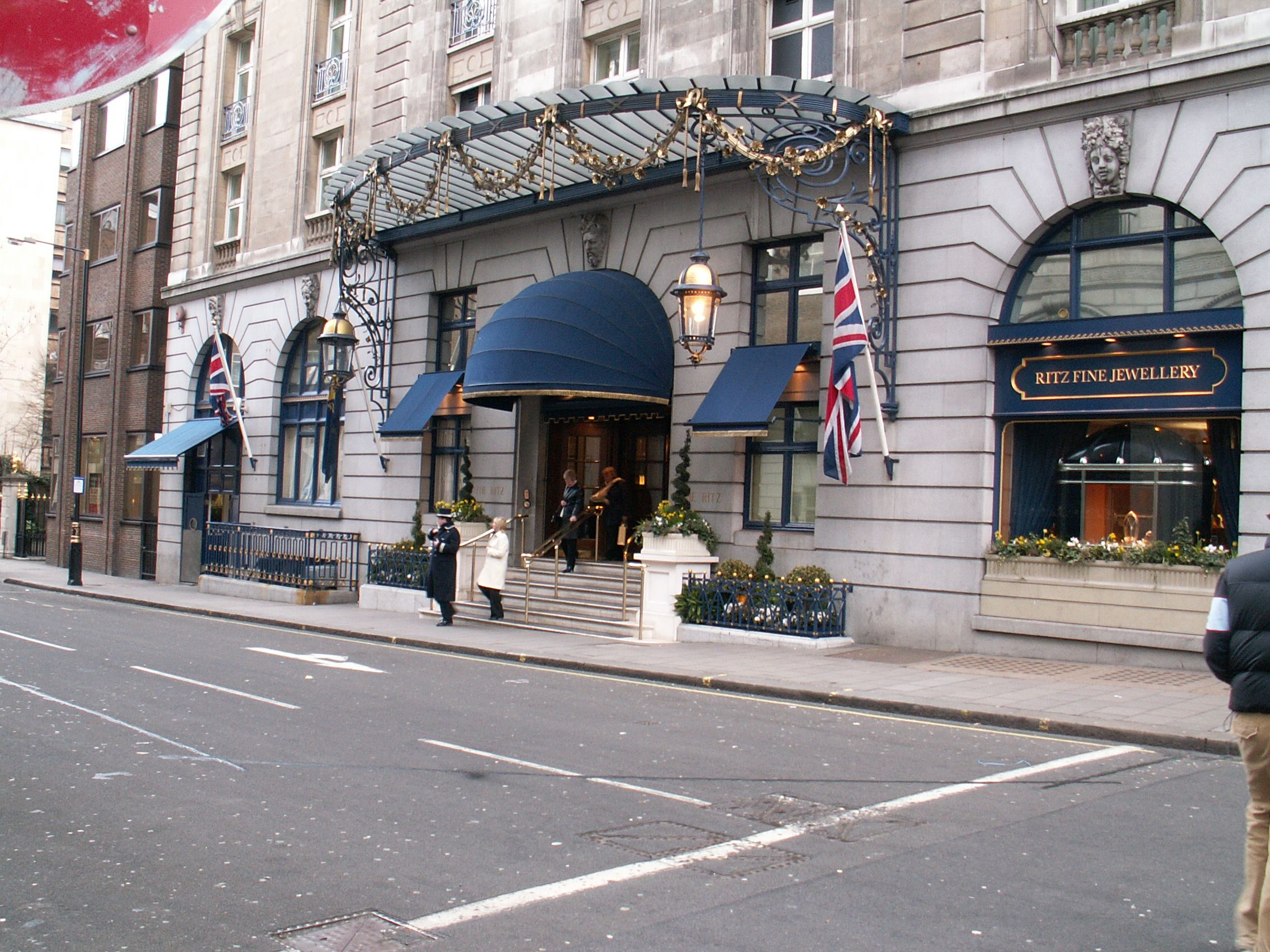
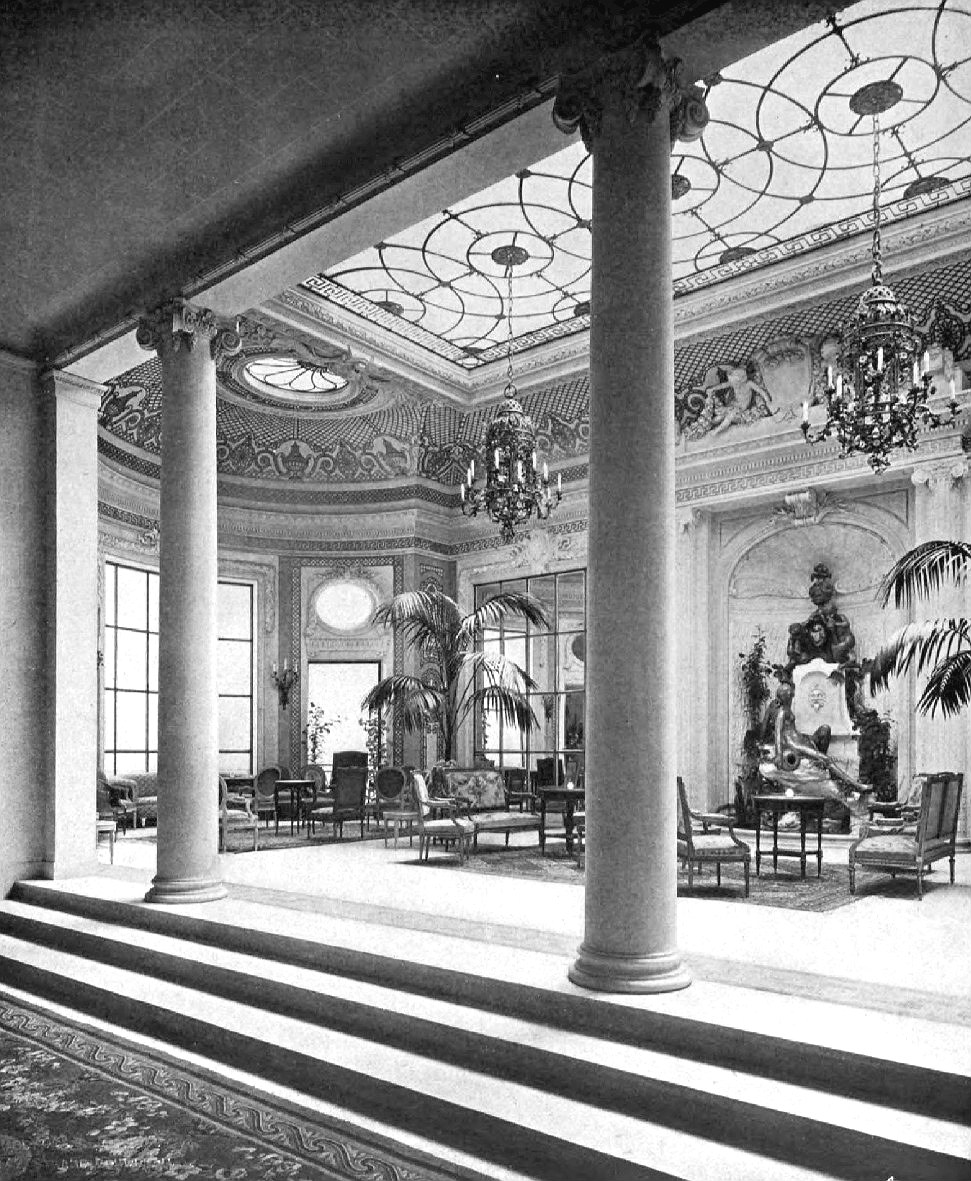
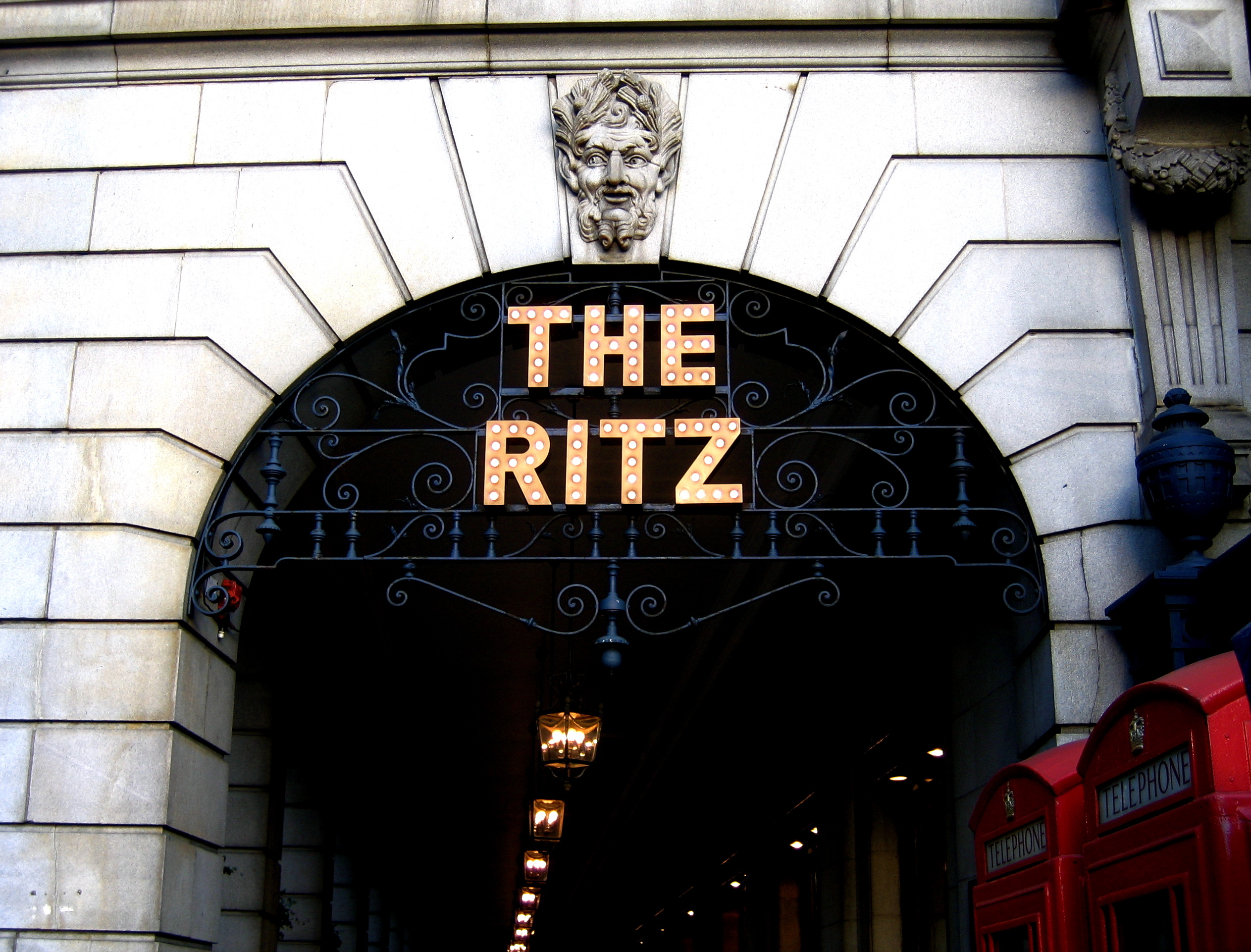
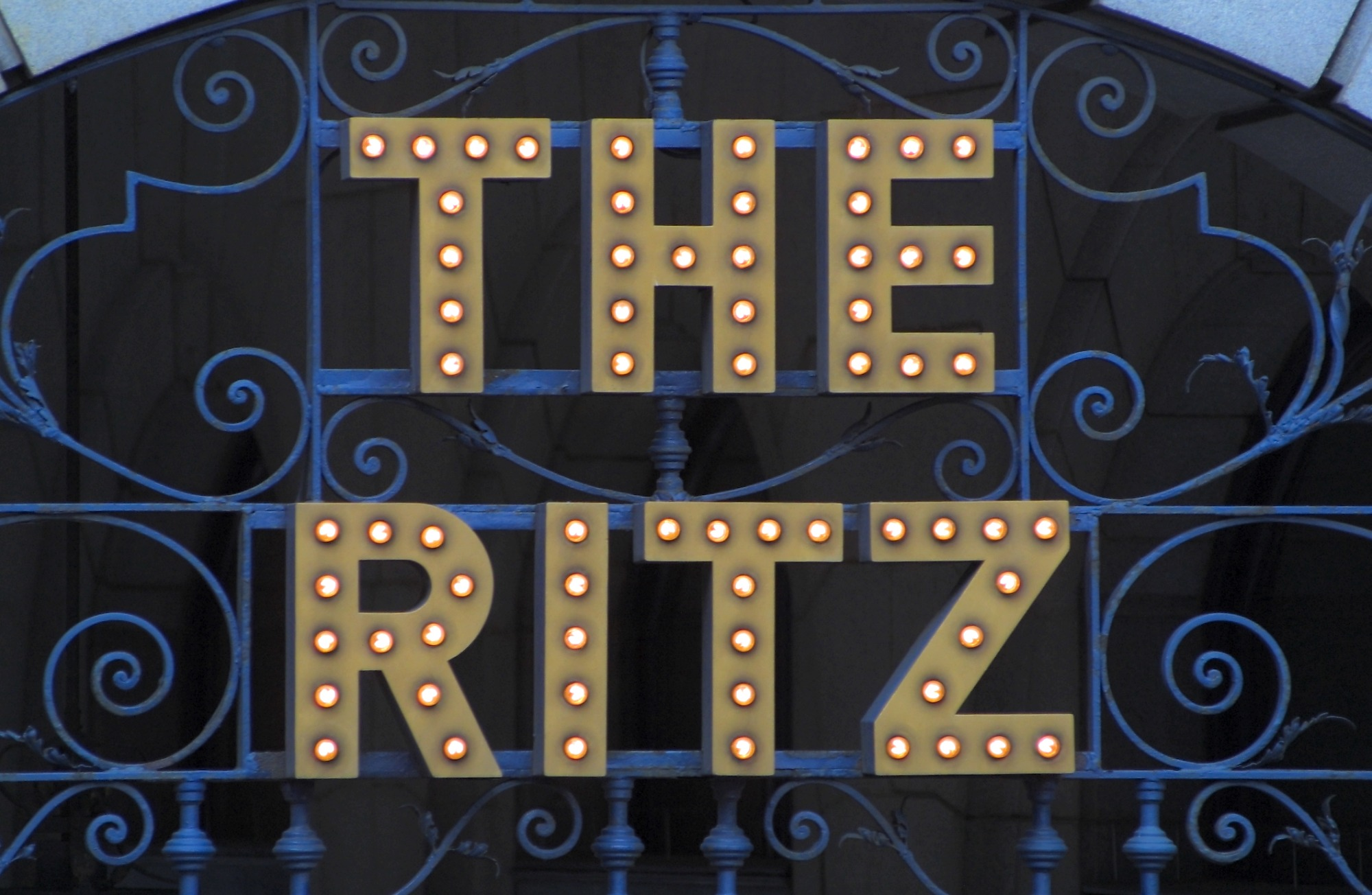